# Robert Delcourt
Pour les articles homonymes, voir Delcourt.
 (janvier 2021).
Si vous disposez d'ouvrages ou d'articles de référence ou si vous connaissez des sites web de qualité traitant du thème abordé ici, merci de compléter l'article en donnant les références utiles à sa vérifiabilité et en les liant à la section « Notes et références ».
Robert Delcourt, alias Franc-Borégne, est un écrivain et auteur dramatique belge d'expression picarde, né à Quaregnon le 19 janvier 1902 et mort le 29 juillet 1967 à Frameries.

## Biographie
Robert Delcourt est né de l'union de Marie-Louise Bury et Jean-Baptiste Delcourt. Issu d'une famille modeste, son père est bouveleur. On le nomme parfois Jean-Baptiste « Mouche » tant il est habile au tir à l'arc. Dans la mine, Jean-Baptiste sera victime d'un effondrement. Blessé à la tête par des bois de soutènement de galerie, il sera transporté chez lui, mais la blessure est trop grave. Son fils Robert sera marqué par la mort d'un père encore trop jeune et passera une partie de sa vie auprès de sa mère et de sa sœur Jeanne-Marie-Louise. 
Son instituteur, M. Thierry, qui inculquait à ses élèves de grandes valeurs - le tact, la politesse, le respect de soi - l'a beaucoup impressionné. Il écrira d'ailleurs Escole d'adultes, en 1955, en hommage à son maître d'école.
En devenant technicien, Robert a voulu honorer la mémoire de son père qui souhaitait que son fils puisse un jour voir le soleil tout au long de la journée plutôt que de travailler durement dans les bouveaux des mines de charbon. Comme Robert l'écrira dans son œuvre Les Mestiers d'fosses :  « li (son père), qui ma moustré l'doit qu'mégne eyé fait intrevî qu'a force de courâche et d’volinté, d’pourrôs vir el' soleil t'au long du d’joû. » (lui, qui m'a montré le droit chemin et fait entrevoir qu'à force de courage et de volonté, je pourrai voir le soleil tout au long du jour)

### L'homme
De l'union le 26 décembre 1925 avec sa première épouse Ester, naîtra, le 29 juin 1926 leur fils qu'ils appelleront du même prénom que son père : Robert. Ils vivront heureux dans leur maison située Grand'route, 980 à Jemappes. Ce bonheur ne durera toutefois pas. Ester fut emportée très jeune par une maladie trop souvent fatale à l'époque : la turbeculose. Robert Delcourt fera tout pour la sauver, mais la maladie sera plus forte.
Il rencontrera plus tard Germaine dont il tomba amoureux. Ils vivront dans la maison de Germaine située rue Daneau, 232 à Quaregnon (actuellement Rue François André, 28). 
Le 15 novembre 1934 naissait leur fille Christine.  
Franc-Borégne est technicien et travaille dans les bureaux de dessin aux Ateliers de Construction Électrique de Charleroi (A.C.E.C.). C'est le week-end ou après ses journées de travail qu'il écrit ses pièces. Sa bonne humeur, son entrain et son comique borain ont bien des fois fait rire ses compagnons de travail.

### La guerre
Pendant la secondaire guerre mondiale, alors que son répertoire était interdit par l'occupant allemand, ses pièces seront jouées de multiples fois. Une recette équivalant à plus de 19.900 € actuels fut ainsi récoltée au profit des prisonniers de guerre.
Franc-Borégne ne reste pas inactif et fait partie d'un groupe de résistants de Quévy-le-Petit (groupement G). Sa mission est de faire transiter des aviateurs américains. Il est membre du secteur B de l'armée secrète. 
La mère de Robert décède le 9 mai 1947 à Mons.
En 1952, sa santé déficiente l'oblige à prendre sa retraite.

### L'écrivain
Il est difficile de situer le début de sa passion pour les pièces et les écrits. Il semble toutefois que ses premiers poèmes aient été écrits en 1921. Franc-Borégne devint collaborateur du journal Le Farceur et de 1922, moment où il y entra, jusqu’en 1956, on put lire ses chroniques toujours pleines d’humour.
Robert Delcourt écrivit une première œuvre qui retint l’attention alors qu’il avait 21 ans Contes au pied du terril. Et il s’est choisi le pseudonyme de Franc-Borégne dès qu’il eut écrit ce recueil en prose où il évoqua les vieux coins du Quaregnon de l’époque. Cette terre natale, Robert Delcourt a voulu en faire ressortir sa grandeur, ses souffrances tout autant que ses moments de joie. Franc-Borégne a su analyser dans ses multiples écrits les corons du Borinage, ses ouvriers de charbonnage. Et il le fit avec d’autant plus d’amour que dans sa famille, il était entouré de personnes ayant bien connu le Borinage et son dialecte. De là à mener Robert Delcourt à écrire en picard, il n’y eut qu’un pas.
Écrivain très cultivé, Robert Delcourt était un chercheur obstiné, s’intéressant avec enthousiasme aux dialectes locaux et au passé du Borinage. Il nous apporte une documentation des vieux mots picards, l'exactitude du folklore et sa représentation.  
Il écrit des poésies, de la prose, tantôt en français, tantôt en picard. Ceux qui le lisent lui demandent alors d'écrire une pièce. C'est la naissance de Victor el' coulonneux créé à Quaregnon le 3 octobre 1930. Mais un autre aspect de la vie de Robert Delcourt fut son dévouement aux œuvres et notamment pour les aveugles. C’est sur une musique d’un compositeur aveugle, Pierre-Joseph Rousseau, que Franc-Borégne créa  l’œuvre Victor el' Coulonneux qui obtint le plus franc succès et où apparaissait l’esprit humain du borain. 
Encouragé par le public, il écrit une nouvelle pièce Maison hantée, en 1932. Suivent d'autres pièces  : El Régiment d'Passage (1933), Sylvégne et Toria (1935), , Torteyon à l'ONU et Gné d'chance (1938), Es' n'onque" du midi (1941), El Famye Firgenle (1948), El Mariage de Marinette (1950). La plupart des comédies musicales seront jouées sur les scènes de la région du Borinage par des troupes des Tournées Franc-Borégne qu'il avait fondées en 1928.
Plusieurs de ses pièces sont publiées dans Le Farceur dont il était un des collaborateurs. Tout au long des distributions on trouve : Léa Patte, Florian Wattiez, Emilia Daneau, Rosa David, Octave Capiaux, Raoul Urbain, Paul Hiolle, Alfred Piérard, Charles Gérin, Germain Ghislain, Géo Nazé à ses débuts de jeune comédien…
Par ses écrits, il était une espèce de dictionnaire du passé qu'il faisait revivre, rappelant à ses aînés ce qu'ils ne pouvaient oublier de la vie du Borinage et de son folklore, tout en instruisant les plus jeunes de ce qu’ils n’avaient ni vécu ni connu.    
Ses pièces d’auteur dramatique étaient également choses indispensables pour perpétuer, avec d'autres, sa langue maternelle si riche d'images et d’esprit frondeur. Il voulait que le picard survive avidement et qu'il ne soit pas considéré comme un langage grossier ou un français abâtardi. Il pensait que le parler picard, langage de nos pères si valeureux, auquel le français est apparenté, n’avait rien d’amoindrissant. 
Quels que soient ses écrits, ils sont concis et percutants, on y trouve l’humoriste, le censeur et le critique bon enfant.  
En 1961, Franc-Borégne écrit dans la revue La Terre wallonne avec Roland Delattre, frère du fondateur du Farceur (Léon Delattre). Cette revue est actuellement reconnue dans les milieux littéraires wallons, comme une source pure de l'esprit dialectal de l'ouest du Hainaut.     
D'une nature très féconde, il a su comme nul autre croquer la vie de ses concitoyens quaregnonais des années 30 aux années 60. En vrai Borain, dur, loyal et généreux, il a su puiser les thèmes de ses œuvres dans sa terre natale. Il a écrit plus de soixante œuvres dont des recueils de contes, des poésies, opérettes ainsi que de nombreux précis et articles.  Ses écrits sont croqués sur le vif, ils sont parfois acerbes, mais toujours vrais.

### Décès
Souffrant de diabète, il meurt à la clinique de Frameries le 4 octobre 1967. Lors de ses funérailles célébrées en l'église paroissiale de Saint-Quentin à Quaregnon, hommage lui fut rendu pour son souci de perfection littéraire et de moralité.

## Œuvre
- Victor el coulonneux. Comédie musicale wallonne en trois actes (avec P.-J. Rousseau), L. Delattre-Moreau, Boussu, 1932
- Pirère d'ouvrier
- Les deux soleils
- El demi heure des saudarts
- N'ié d'chance
- Et nous les mères
- El vé d'rideau
- L'escole d'adultes
- Trop riche
- Le second sacrifice
- Tortéon à l'société des Nations
- Maison hantée
- A Coxyde
- A l'maison Gratiénne
- El famille Furgence
- El mariage Marinette
- El biete primée
- Sylvin é rapellé
- Midas premier
- Gorlitz Stalag 8A
- Après la classe
- Maryse
- Le bal de charité
- Millionnaire
- El regiment d'passage
- Enn' berche bilonge
- Mestiers d'fosses**
- Es' passion
- Es' noque à yards
- Deux q'vaux in panne
- D'in n'famiye d'ouvriers